# Александрова, Вера Даниловна
Вера Даниловна Александрова (1910—1989) — советский ботаник, доктор биологических наук, специалист в области геоботаники и тундроведения, исследователь растительности Арктики.

## Биография
В 1932 году окончила кафедру геоботаники биологического факультета ЛГУ.
С 1932 по 1937 год работала во Всесоюзном арктическом институте, в 1937—1938 годах — в Институте полярного земледелия, животноводства и промыслового хозяйства, в 1939—1940 годах — в Всесоюзном институте растениеводства.
В 1940—1941 годах старший лаборант на кафедре геоботаники ЛГУ. В 1941—1945 годах научный сотрудник Хоперского заповедника.
В 1945 году поступила в аспирантуру Арктического научно-исследовательского института. В 1948 году защитила кандидатскую диссертацию на тему «Растительность южного острова Новой Земли между 70° 56' и 72° 15' с. ш.».
В 1949—1952 годах работала в Институте леса АН СССР.
С 1953 года сотрудник Ботанического института им. В. Л. Комарова.
В 1955 году подписала «Письмо трёхсот».
В 1964 году была присвоена степень доктора биологических наук по совокупности опубликованных работ на основании доклада.

## Избранные труды
Автор и соавтор более 100 научных и научно-популярных работ.
- Александрова В. Д. Кормовая характеристика растений Крайнего Севера. — Л.—М. : Изд-во Главсевморпути, 1940. — 96 с. — (Труды Научно-исследовательского института полярного земледелия, животноводства и промыслового хозяйства. Серия «Оленеводство» ; вып. 11).
- Александрова В. Д. Опыт определения надземной и подземной массы растений в арктической тундре // Ботанический журнал. — 1958. — Т. 42, № 12. — С. 1748—1761. — ISSN 0006-8136.
- Александрова В. Д. Растительное сообщество в свете некоторых идей кибернетики // Бюллетень Московского общества испытателей природы. Отдел биологический. — 1961. — Т. 66, вып. 3. — С. 101—113. — ISSN 0027-1403.
- Александрова В. Д. Опыт анализа явлений саморегуляции в фитоценозе с точки зрения некоторых идей кибернетики // Применение математических методов в биологии. — Л. : Изд-во ЛГУ, 1963. — Вып. 2. — С. 37—46.
- Александрова В. Д. О возможности применения идей и методов кибернетики в лесной биогеоценологии // Основы лесной биогеоценологии. — М. : Изд-во АН СССР, 1964. — С. 501—510.
- Александрова В. Д. Изучение смен растительного покрова // Полевая геоботаника. — М.—Л. : Наука, 1964. — Т. 3. — С. 300—447.
- Александрова В. Д. Классификация растительности : Обзор принципов классификации и классификац. систем в разных геоботан. школах. — Л. : Наука, 1969. — 275 с.
- Александрова В. Д. Об объектах биогеоценологии // Ботанический журнал. — 1971. — Т. 56, № 9. — С. 1225—1238. — ISSN 0006-8136.
- Александрова В. Д. Геоботаническое районирование Арктики и Антарктики. — Л. : Наука, 1977. — 188 с. — (Комаровские чтения ; вып. 29).
- Александрова В. Д. Растительность полярных пустынь СССР. — Л. : Наука, 1983. — 143 с.
- Александрова В. Д.  Геоботаническое районирование Нечерноземья европейской части РСФСР / В. Д. Александрова, С. А. Грибова, Т. И. Исаченко, Н. И. Непомилуева, С. А. Овеснов, И. И. Паянская-Гвоздева, Т. К. Юрковская. — Л. : Наука, 1989. — 64 с.

## Семья
Брат А. Д. Александров — математик, физик, академик РАН, сестра — Мария Даниловна Александрова (13 января 1914 — 2000), работавшая в Тартуском и Ленинградском университетах, исследователь в область когнитивной психологии и  автор первой в СССР монографии по геронтопсихологи.